# Mémoires d'Ex

Mémoires d'Ex est un documentaire français du réalisateur Mosco Boucault sorti en 1991 qui raconte les engagements individuels  d'anciens dirigeants du Parti communiste français, exclus ou démissionnaires ayant appartenu à  trois générations différentes, aux trois époques importantes de la vie PCF. Il évoque en particulier le processus ayant conduit quatre leaders des francs tireurs de la Résistance armée durant l'Occupation à participer à la reconstruction de la France à partir de 1944,.
Diffusé en 1991 à la télévision, et accompagné d'une édition sous forme de livres en trois tomes, le film évoque l'histoire du Parti communiste français, à trois époques, avec les souvenirs de trois groupes de militants pour chacune d'elles, interviewés Mosco Boucault avec le complément d'enquête tiré des archives de presse.

## Synopsis
- Le tome 1, Debout les damnés de la terre (1920-1939), s'appuie sur les récits d'anciens dirigeants du Parti communiste français, pour faire comprendre, sous un éclairage humain, la période qui va de la création du PCF, par une scission de la SFIO lors du Congrès de Tours en 1920 à la signature du Pacte germano-soviétique en 1939. Il est en particulier consacré à deux députés du Front populaire, Adrien Langumier[3] et Jules Fourrier[4],[5].

- Le tome 2, Suicide au comité central (1940-1955), recueille les témoignages de quatre jeunes héros de la Résistance intérieure en France, accédant la direction du Parti communiste français après la Guerre, après avoir assumé celle des FTP  dans le bassin minier du Nord-Pas-de-Calais, en particulier la grève patriotique des 100 000 mineurs du Nord-Pas-de-Calais, déclenchée le 27 mai 1941, avant l'attaque de l'Union soviétique par l'Allemagne. Il est nourri par les interviews d'Auguste Lecœur, André Pierrard et Roger Pannequin. Tous trois se voient confrontés après la Guerre aux difficultés liées à la Reconstruction dans les années 1940, qui tourne à Bataille du charbon puis à des affrontements avec la police de la fin des Grèves de 1947 en France et la Grève des mineurs de 1948, puis à la Guerre froide dans les années 1950, où ils se déchirent sur fond d'Affaire Pronnier, instrumentée par les proches de Maurice Thorez à la direction du Parti communiste français, pour les affaiblir, car ils ont accusé d'avoir été imprudents en conservant Paul Pronnier dans les rangs du PCF. Quarante ans après, ils sont encore choqués par la façon dont la direction du PCF a déformé la réalité historique de la grève de 1941, prétendant qu'elle a eu lieu à l'Appel du 10 juillet 1940, signé Thorez-Duclos. Alors que la première plaque sur le monument commémoratif du Dahomey[6] de Montigny-en-Gohelle honorait la grève « d'ici le 26 mai 1941 fut déclenchée la grève des 100 000 mineurs... », une seconde fut scellée au-dessus pour ajouter « Répondant à l'appel historique lancé du sol national le 10 juillet 1940 par Maurice Thorez et Jacques Duclos[7], alors qu'« en 1940 Duclos est en Belgique tandis que Thorez est en URSS »[8],[9]. Les Éditions sociales ont publié en décembre 1949, peu avant les purges contre les anciens résistants du PCF, un livre tentant d'accréditer cette thèse dès les premières pages du premier chapitre [10]. La réplique de Maurice Thorez quand on lui parlait des points faibles du PCF dans la Résistance avant juin 1941, était « Mais regardez la grève des mineurs qui était dirigée par notre camarade Lecœur ! », selon ce dernier[9]. Roger Pannequin rappelle que même le résistant Marcel Prenant, de retour de déportation, déclara à la tribune du premier Congrès du Parti à la Libération : « Salut à Maurice Thorez, le premier FTP de France! » et que tout le monde applaudit alors que Thorez a quitté l'armée depuis 1939 et a passé la guerre en URSS. Selon le témoignages recueilli par Mosco auprès d'Auguste Lecœur au sujet du Sabotage et déraillement du train postal Paris-Tourcoing le 3 décembre 1947 à Arras, le PCF menaça son ex-ami René Camphin, s'il ne participait pas à l'éviction en 1954 de Lecœur de son poste à la direction du parti, suivie de son exclusion en 1955[5], « de révéler qu il était responsable, en tant que chef de la région pour le PCF »[5], d'une bavure possiblement attribuée au PCF. Lecœur y dit qu'un militant du PCF « qui avait un poste important à la gare d'Arras informa le secrétaire fédéral » du PCF Pas-de-Calais, René Camphin, qu'un train de CRS de Paris allait mater les grèves dans la région et que « des militants, sans même en aviser le secrétaire fédéral, croyant qu'il s'agissait d'un train de CRS, firent dérailler ce train », transportant en fait des passagers ordinaires. Ces menaces auraient selon Auguste Lecœur contribué au suicide de René Camphin[5].
- Le tome 3, Du passé, faisons table rase (1956-1989), couvre une période qui s'étend de la publication du rapport Khrouchtchev en 1956, trois ans après la mort de Staline, à l'effondrement du communisme en Europe de l'Est après la chute du Mur de Berlin en 1989. Il comporte un « portrait en creux » de Georges Marchais, à qui il est principalement est consacré [5], et qui dirigeait alors le PCF depuis 17 ans, ayant été élu secrétaire général en 1972[11].

### La bataille du charbon
Le documentaire évoque plus largement l'histoire du PCF après l’Occupation allemande, dans le bassin minier du Nord-Pas-de-Calais. Dans la première partie du documentaire, les trois protagonistes de l'accusation de sabotage et un quatrième témoin, André Pierrard, évoquent la Bataille du charbon, ou encore l'Affaire Pronnier, le meurtre d'un agriculteur par Pronnier, un indicateur de la police et des Houillères, en février 1951. Cette affaire est instrumentalisée par la direction du Parti communiste français en mars-avril 1951, pour les affaiblir et discréditer les résistants de la région, en présentant à tort, dans la presse, Pronnier, comme ayant été un garde du corps de Roger Pannequin. Ce dernier sera finalement blanchi par la justice de tout soupçon de complicité.

## Fiche technique
- Réalisation : Mosco Boucault.
- Scénario : Mosco Boucault.
- Date de sortie : 15 janvier 1991.
- Durée : 185 minutes.

## Distribution
- Dans leurs propres rôles
  - Auguste Lecoeur
  - André Pierrard
  - Roger Pannequin

## Sources
- Mémoires d'Ex, série documentaire en trois parties réalisée par Mosco Boucault en 1991[12],[2].